# Bohdan Nowosiadłyj
Bogdan Teodorowycz Nowosiadłyj (ukr. Богдан Теодорович Новосядлий, pseudo: Taras Bogdaniuk; ur. 12 maja 1956 w Bucniowie) – ukraiński dziennikarz, publicysta, krajoznawca, redaktor. Członek Narodowego Związku Dziennikarzy Ukrainy (1982), Towarzystwa Naukowego im. Tarasa Szewczenki (od 2005). Zasłużony dziennikarz Ukrainy (2014).

## Biografia
Ukończył studia na Wydziale Dziennikarstwa Uniwersytetu Lwowskiego (1982, obecnie Uniwersytet Narodowy).
W latach 1980–1990 korespondent tarnopolskiej gazety rejonowej „Podilśkie słowo” (Podolskie słowo), redaktor gazet „Promyk”, „Biuletyn studencki”, „Dziennik pedagogiczny”, czasopisma „Watra – informacja reklamowa i biznesowa”, „Biuletyn Fundacji Ołeksandra Smakuły”, redaktor literacki gazety „Bożyj Sijacz” (Boży Siewca) Archieparchii tarnopolsko-zborowskiej Ukraińskiego Kościoła Greckokatolickiego.
Od 1996 był kierownikiem działu gazety „Swoboda” (Wolność), od 1999 redaktorem naczelnym gazety „Nowa osela” (wszystkie w Tarnopolu).
W latach 2005–2007 redaktor gazety „Swoboda”, w latach 2008–2016 zastępca redaktora tej samej gazety.
Od kwietnia 2017 redaktor naczelny gazety „Wiejski gospodarz Plus”. Od 2024 roku – redaktor naczelny czasopisma " Kontekst kulturowy Krzemieńca".

## Twórczość
Autor licznych publikacji w periodyku ukraińskim i zagranicznym, redaktor wielu prac naukowych, historycznych i literaturoznawczych. Autor esejów historyczno-krajoznawczych: „Bucniów – wieś nad Seretem” (1998), „Bucniów. Wycieczka w przeszłość na falach miłości” (2006).

## Źródła
- Г. Грещук, В. Уніят: Новосядлий Богдан Теодорович. W: Тернопільський енциклопедичний словник. редкол.: Г. Яворський та ін.. T. 2: К—О. Тернопіль : Видавничо-поліграфічний комбінат «Збруч», 2005, s. 643–644. ISBN 966-528-199-2. (ukr.)